# Comuna Ștepivka, Lebedîn
Ștepivka (în ucraineană Штепівка) este o comună în raionul Lebedîn, regiunea Sumî, Ucraina, formată din satele Hutnîțke, Ruda și Ștepivka (reședința).

## Demografie
Componența lingvistică a comunei Ștepivka
     Ucraineană (97,11%)
     Rusă (2,75%)
     Alte limbi (0,07%)
Conform recensământului din 2001, majoritatea populației comunei Ștepivka era vorbitoare de ucraineană (97,11%), existând în minoritate și vorbitori de rusă (2,75%).